# نام من فرح
نام من فرح یک مجموعه تلویزیونی ترکی درام با حق امتیاز O3 Medya است که نخستین قسمت آن در ۱ مارس ۲۰۲۳ از شبکه فاکس (ترکیه)  به کارگردانی رجایی کاراگوز و آدم دمیر و نویسندگی دنیز دارگی، جم گورگچ، جنک بوغاتور، سردار سویدان، توپراک کارااوغلو و سدا چالیشیر کارااوغلو پخش شد. این سریال برگرفته از سریال تلویزیونی ساخت آرژانتین به نام La chica que limpia ساخت سال ۲۰۱۷ است.
دمت اوزدمیر (فرح ارشادی) و انگین آکیورک (طاهیر لکه‌سیز) نقش‌های اصلی را ایفا می‌کنند.  این سریال شامل ۲ فصل است که با پخش قسمت بیست و هفتم خود در ۳۰ دسامبر ۲۰۲۳ به‌پایان رسید.

## داستان
فرح ارشادی یک زن بیست و هشت ایرانی است که قصد دارد از ایران به فرانسه مهاجرت کند.او پس از اینکه مطلع می‌شود باردار است مجبور می‌شود در استانبول ساکن شود و زندگی خود را به عنوان یک کارگر غیرقانونی در آنجا آغاز می‌کند، فرح پس از تولد پسرش کریمشاه متوجه می‌شود که او بیماری نادری مبتلاست و برای گذراندن زندگی خودش و پسرش به عنوان نظافتچی به صورت غیرقانونی کار می‌کند، در همین حین او شاهد یک قتل می‌شود و ...

## بازیگران و شخصیت‌ها
| بازیگر          | شخصیت             | قسمت      |
| --------------- | ----------------- | --------- |
| دمت اوزدمیر     | فرح ارشادی/لکه‌سیز | ۱–        |
| انگین آکیورک    | طاهر لکه‌سیز       | ۱–        |
| فیاض دومان      | بهنام آزادی       | ۱۴–       |
| فیرات تانیش     | مهمت کوشانر       | ۱–        |
| سنان کارا       | ورا آکینجی        | ۱–        |
| لاله باشار      | پریهان کوشانر     | ۱–        |
| علی سورملی      | اورهان کوشانر     | ۱–۱۴، ۲۴– |
| مرت دوغان       | بکیر آکینجی       | ۱–        |
| دریا پینار آک   | گونول کوشانر      | ۱–        |
| کمال بوراک آلپر | الیاس             | ۱–        |
| راستین پاکنهاد  | کریمشاه           | ۱–        |
| آلپر توردی      | حمزه              | ۱–        |
| بورجو تورونز    | باده آکینجی       | ۱–        |
| سرا کوتلوبی     | مرجان آزادی       | ۱۵–       |
| خدیجه اصلان     | رخشان آزادی       | ۱۵–       |
| بوراک تامدوغان  | اکبر آزادی        | ۱۵–       |
| نومان چاکیر     | محمود آزادی       | ۱۹–       |
| براک کوش        | گلسیما            | ۲۳–       |
| گنجو اوزاک      | ییلماز            | ۲۴–       |

### شخصیت‌های به پایان رسیده
| بازیگر        | شخصیت           | قسمت |
| ------------- | --------------- | ---- |
| اوکتای چوبوک  | کان آکینجی      | ۱–۱۴ |
| مصطفی آوکیران | علی غالب آکینجی | ۱–۱۵ |

## بررسی اجمالی
| فصل | قسمت‌ها | قسمت‌ها | تاریخ اصلی روی آنتن رفتن | تاریخ اصلی روی آنتن رفتن | تاریخ اصلی روی آنتن رفتن |
| فصل | قسمت‌ها | قسمت‌ها | اولین بار                | آخرین بار                | شبکه                     |
| --- | ------ | ------ | ------------------------ | ------------------------ | ------------------------ |
| ۱   | ۱۴     | ۱۴     | ۱ مارس ۲۰۲۳              | ۳۱ مه ۲۰۲۳               | فاکس                     |
| ۲   | ۱۲     | ۱۲     | ۲۷ سپتامبر ۲۰۲۳          | ۳۰ دسامبر ۲۰۲۳ (فینال)   | فاکس                     |

## فصل‌ها

### فصل اول (۲۰۲۳)
| بخش               | نام بخش                     | کارگردان      | فیلمنامه‌نویس                      | تاریخ انتشار  | رتبه بندی (جمع) | سفارش (جمع) | رتبه بندی (اتحادیه اروپا) | سفارش (اتحادیه اروپا) | رتبه بندی (ABC1) | سفارش(ABC1) |
| ----------------- | --------------------------- | ------------- | --------------------------------- | ------------- | --------------- | ----------- | ------------------------- | --------------------- | ---------------- | ----------- |
| قسمت اول          | ماهی سیاه کوچولو            | رجایی کاراگوز | دنیز دارگی، جم گورگچ، جنک بوئاتور | ۱۰ اسفند ۱۴۰۱ | ۳.۹۴            | ۷           | ۴.۵۱                      | ۳                     | ۴.۳۷             | ۵           |
| قسمت دوم          | بره سفید                    | رجایی کاراگوز | دنیز دارگی، جم گورگچ، جنک بوئاتور | ۱۷ اسفند ۱۴۰۱ | ۴.۴۹            | ۵           | ۵.۰۰                      | ۲                     | ۵.۷۸             | ۳           |
| قسمت سوم          | بره سیاه                    | رجایی کاراگوز | دنیز دارگی، جم گورگچ، جنک بوئاتور | ۲۴اسفند ۱۴۰۱  |                 |             |                           |                       |                  |             |
| قسمت چهارم        | شاه کوچک                    | رجایی کاراگوز | دنیز دارگی، جم گورگچ، جنک بوئاتور |               |                 |             |                           |                       |                  |             |
| قسمت پنجم         | هر پرنده به شیوهٔ خودش می‌پرد | رجایی کاراگوز | دنیز دارگی، جم گورگچ، جنک بوئاتور |               |                 |             |                           |                       |                  |             |
| قسمت ششم          | دو گربهٔ لجباز               | رجایی کاراگوز | دنیز دارگی، جم گورگچ، جنک بوئاتور |               |                 |             |                           |                       |                  |             |
| قسمت هفتم         | دزد شکلات                   | رجایی کاراگوز | دنیز دارگی، جم گورگچ، جنک بوئاتور |               |                 |             |                           |                       |                  |             |
| قسمت هشتم         | فرح لکه‌سیز                  | رجایی کاراگوز | دنیز دارگی، جم گورگچ، جنک بوئاتور |               |                 |             |                           |                       |                  |             |
| قسمت نهم          | شاید یک روز                 | رجایی کاراگوز | دنیز دارگی، جم گورگچ، جنک بوئاتور |               |                 |             |                           |                       |                  |             |
| قسمت دهم          | ترا در خودم پنهان کردم      |               |                                   |               |                 |             |                           |                       |                  |             |
| قسمت یازدهم       | مادر شیر                    |               |                                   |               |                 |             |                           |                       |                  |             |
| قسمت دوازدهم      | دوستت دارم                  |               |                                   |               |                 |             |                           |                       |                  |             |
| قسمت سیزدهم       | یک آرزو کن                  |               |                                   |               |                 |             |                           |                       |                  |             |
| قسمت چهاردم (آخر) | بی‌برگشت                     |               |                                   |               |                 |             | فصل ۲...                  |                       |                  |             |